# Pentastira demaculata
Pentastira demaculata är en insektsart som beskrevs av Dlabola 1989. Pentastira demaculata ingår i släktet Pentastira och familjen kilstritar. Inga underarter finns listade i Catalogue of Life.